# 보세왕
《보세왕》은 대한민국의 만화가 기안84가 네이버에서 연재했던 웹툰이다. 네이버 웹툰 외모지상주의의 작가 박태준과 이말년씨리즈, 이말년 서유기의 작가 이말년이 등장한다.

## 같이 보기
- 패션왕
- 복학왕